# Крест в круге
«Крест в круге» — российский сериал.

## Информация о фильме
События многосерийного фильма, охватывают четыре времени: начало XIX века,а также тридцатые годы, шестидесятые и середину 90-х XX века. Всю свою жизнь Борис Григорьев пытается раскрыть тайну страшного пророчества, сделанного таинственной старухой. Мистические и жуткие события, берущие начало в далеком 1913 году, сегодня готовы поставить точку и в судьбе сына Бориса Григорьева — молодого историка Вадима Григорьева, вынужденного работать охранником в старинном отеле. Постепенно Вадим понимает, что это неожиданное трудоустройство неслучайно. Именно с загадочного убийства в этом отеле и начинается история под названием «Крест в круге». Оборвать череду сбывающихся фатальных пророчеств, разомкнуть круг мистических совпадений и бед, может только крест. Но на пути к этой разгадке — любовь и смерть, повторяющие друг друга судьбы и оборванные жизни, таинственное завещание и шестьдесят лет страданий…

«Добрая половина фильма — так называемая „азиатская“ история, — рассказал режиссёр картины Дмитрий Федоров. — Ведь отец нашего героя еще мальчиком был эвакуирован в Ташкент во время войны вместе с детским домом, в котором воспитывался. Именно там происходят все первые загадочные и мистические события, развязка которых наступает уже в 90-е годы в Москве. Поэтому полтора месяца мы снимали в Узбекистане. Это был непростой период для группы. Третья экспедиция, чужая страна, да еще и холодно (вот уж не ожидали от Ташкента!). Съемки сложные, с большим количеством массовых и так называемых „детских“ сцен… Не обошлось и без волнений. То погода подводит, то овцы разбегаются, то гостеприимный менталитет местных жителей подбрасывает сюрпризы. Едва не потеряли в Коканде исполнителя одной из главных ролей Юрия Кузнецова.»

«Юрия Александровича буквально разрывали на части, — вспоминает продюсер картины и автор романа Дмитрий Герасимов. — Его возили из дома в дом, от застолья к застолью, как достояние республики. К концу экспедиции он посвежел и, кажется, поправился килограммов на пять. Режиссёр, напротив, все это время худел от переживаний, что Кузнецов опоздает на площадку, или не успеет выучить текст. Но все обошлось к вящему благополучию. Съемки закончили, фильм уже в монтаже и, хочется верить, что когда он появится на экранах, зрители получат неподдельное удовольствие и от истории, и от „картинки“, и от встречи с любимыми актерами.»

Главные роли в фильме исполнили актеры Алексей Морозов, Наташа Швец, Юрий Кузнецов, Людмила Максакова.

## Актёры и роли
- Алексей Морозов — Вадим Григорьев, он же Вадим Григорьев-старший
- Наталья Швец — Лика
- Людмила Максакова — Вершинская
- Юрий Кузнецов — Циклоп
- Тимофей Трибунцев — Борис Григорьев
- Рустам Сагдуллаев — Максуд
- Ольга Старченкова — Вершинская в молодости
- Александр Рапопорт — Матвей Григорьевич
- Виталий Абдулов
- Александр Терешко
- Ян Цапник
- Сергей Астахов
- Альгис Матулёнис — Матвей Григорьевич в молодости

## Съёмки
Съёмки фильма проходили в трёх местах: Донецке, Москве и Узбекистане. Первая часть была отснята 2008 году в донецкой гостинице «Донбасс Палас» и общежитии ДонНТУ. Некоторые работники и постояльцы гостиницы приняли участие в съёмках и сыграли сами себя. Для съёмок фильма было закрыто одно крыло гостиницы.
В Москве были отсняты несколько натурных сцен и сделаны съёмки в павильоне. В Узбекистане была отснята последняя часть киноматериала.

## Интересные факты
Актёр Алексей Морозов исполнил в фильме сразу две роли — историка Вадима Григорьева в 90-х годах и его деда, сотрудника НКВД в 30-х. Случалось так, что в один день снимали обоих персонажей. Морозова быстро переодевали, перегримировывали, и через несколько минут он входил в кадр уже другим человеком.
Некоторых актёров нашли непосредственно в Узбекистане. Так в картине снялся Рустам Сагдуллаев, известный зрителям по роли Ромео в фильме «В бой идут одни „старики“».